# Киссер, Андреас
Андреас Рудольф Киссер (порт. Andreas Rudolf Kisser; 24 августа 1968, Сан-Бернарду-ду-Кампу) — соло-гитарист метал-группы Sepultura.

## Биография
Андреас Киссер родился 24 августа 1968 года в городе Сан-Бернарду-ду-Кампу, Бразилия. Отец - немец, а мать - словенка. До встречи с Максом Кавалерой был администратором разъездного театра. Начинал гитарным техником Макса, позже присоединился к группе в 1987 году после ухода Джайро Гуэдэса, основного на тот момент гитариста.
Благодаря Киссеру звучание (начиная с альбома Schizophrenia) группы стало более прогрессивным. Он изучал классическую гитару в течение нескольких лет, прежде чем присоединиться к Sepultura. Согласно Allmusic, Киссер — один из наиболее оригинальных и оцененных гитаристов метала.
В начале карьеры Киссер играл на гитарах Charvel и Jackson. На данный момент он играет на гитарах Fender Stratocaster, но на живых выступлениях до сих пор можно увидеть Киссера с Jackson'ом.
В 1992 году Андреас принимал участие в прослушивании временных гитаристов Metallica (в тот момент Джеймс Хетфилд получил сильные ожоги правой руки на живом выступлении), но получил отказ.
Также Киссер участвовал в записи трех песен на альбоме Roadrunner United. Он играет на песнях The Enemy, Baptized in the Redemption и No Mas Control.
После ухода Макса Кавалеры Киссер и барабанщик Игор Кавалера стали главными творческими силами в Sepultura.
В конце 2008 года вошёл в состав супергруппы HailHail!, с которой выступает по сегодняшний день.
В 2009 году Киссер выпустил свой сольный альбом «Hubris I & II», который был реализован в Европе.
Участник супергруппы Metal Allegiance.

## Личная жизнь
Он был женат на Патрисии Периссинотто Киссер (умерла от рака толстой кишки 3 июля 2022 года), и имеет троих детей: Джулия, Йохан, и Энцо. Также Киссер — футбольный фанат. Его любимая команда — São Paulo FC.

## Дискография
Sepultura
- 1987 — Schizophrenia
- 1989 — Beneath the Remains
- 1991 — Arise
- 1993 — Chaos A.D.
- 1996 — Roots
- 1998 — Against
- 2001 — Nation
- 2003 — Roorback
- 2006 — Dante XXI
- 2009 — A-Lex
- 2011 — Kairos
- 2013 — The Mediator Between Head and Hands Must Be the Heart
- 2017 — Machine Messiah
- 2020 — Quadra

Quarteto da Pinga
- 1995 — Demo

Sexoturica
- 1995 — IR8 / Sexoturica

Roadrunner United
- 2005 — The All-Star Sessions

Asesino
- 2006 — Cristo Satánico

Сольная Карьера
- 2009 — Hubris I & II